# De Corpo e Alma Outra Vez
De Corpo e Alma Outra Vez é o segundo álbum da cantora brasileira Marina Elali, revelada pelo programa Fama, da Rede Globo. Como é revelado no encarte do disco, o título do álbum foi sugerido pela mãe da cantora.
O primeiro single do disco é uma versão da música "Reach", da cantora Gloria Estefan, intitulada, "Eu Vou Seguir (Reach)", que na trilha sonora da novela Sete Pecados, como tema da personagem da atriz Gabriela Duarte. O segundo single é "All She Wants (O Xote das Meninas)", uma versão em inglês da música de forró "O Xote das Meninas" de Luiz Gonzaga e seu avô Zé Dantas. A canção também fez parte de uma trilha sonora de novela: a trilha internacional (apesar de Marina ser brasileira, a versão foi composta em língua inglesa) da novela das 20h Duas Caras, no início de 2008.

## Faixas
| N.º | Título                                       | Duração |  |
| 1.  | "Talvez"                                     |         |  |
| 2.  | "Me Tira do Ar"                              |         |  |
| 3.  | "Eu Vou Seguir (Reach)"                      |         |  |
| 4.  | "Segredo"                                    |         |  |
| 5.  | "Já É"                                       |         |  |
| 6.  | "A Hora é Essa"                              |         |  |
| 7.  | "Imperfeita"                                 |         |  |
| 8.  | "Uma Vontade a Mais"                         |         |  |
| 9.  | "Só com Você" (participação de Fábio Júnior) |         |  |
| 10. | "All She Wants (O Xote das Meninas)"         |         |  |
| 11. | "Me Faça Mais Feliz"                         |         |  |
| 12. | "Oração"                                     |         |  |
| 13. | "Se Uma Estrela Aparecer"                    |         |  |

## Desempenho nas tabelas musicais
| Tabelas musicais       | Melhor posição |
| ---------------------- | -------------- |
| Brasil - Parada de CDs | 3              |
| Brasil (ABPD)          | 2              |

## Vendas e certificações
| País / Certificadora | Certificação | Vendas   |
| -------------------- | ------------ | -------- |
| Brasil ABPD          | Ouro         | + 50.000 |

## Créditos
- Supervisão artística de Guto Graça Mello
- Álbum produzido por Marina Elali
- Concepção de arranjos por Lincoln Olivetti e Marina Elali
- Arranjos de Lincoln Olivetti
- Mixado por Dana Jon Chappelle
- Masterizado por Adam Ayan